# Dirk Hübner
Dirk Herbert Hübner (* 27. August 1976 in Trier) ist ein deutscher Maschinenbauingenieur und Hochschullehrer.

## Leben
Nach dem Abitur am Staatlichen Max-Planck-Gymnasium in Trier und dem Grundwehrdienst erhielt Dirk Hübner von 1997 bis 2000 beim Taktischen Luftwaffengeschwader 33 eine Ausbildung zum Fluggerätemechaniker. Von 2000 bis 2004 studierte er an der Hochschule Trier Maschinenbau. Nach Abschluss des Studiums wurde er dort im Fachgebiet Fluidtechnik wissenschaftlicher Mitarbeiter von Harald Ortwig. Parallel hierzu absolvierte er von 2008 bis 2010 eine pädagogische Ausbildung für das Lehramt an Berufsbildenden Schulen in Rheinland-Pfalz. Von 2008 bis 2012 unterrichtete er an der Berufsbildenden Schule Cochem mit Schwerpunkt auf den Ausbildungsberuf Fluggerätemechaniker. 
2009 wurde er Mitglied des Corps Marchia Brünn zu Trier. 2011 wurde Hübner an der Fakultät für Maschinenbau und Schiffstechnik Rostock bei Christoph Woernle im ersten eigenständig betreuten kooperativen Promotionsvorhaben des Fachbereichs Technik/Maschinenbau der Hochschule Trier unter Harald Ortwig zum Dr.-Ing. promoviert. Zum 1. September 2012 wurde er zum Professor für Konstruktionstechnik und Leichtbau an die Hochschule für Technik und Wirtschaft des Saarlandes berufen.
Hübners wissenschaftliche Tätigkeit umfasst die Konstruktion von Prüfständen, die Entwicklung mechanischer und mechatronischer Komponenten sowie die Modellierung und Simulation dynamischer Systeme. Die Schwerpunkte seiner Lehre liegen im Bereich Konstruktionstechnik (Schwerpunkt Fluidtechnik/Mess- und Regelungstechnik) und Leichtbau.

## Schriften
- mit H. Ortwig: Advanced Gas Injection Technologies, Innovative Technologies and Alternative Fuels for Next-Generation Power Train Concepts, IQPC Conference on Natural Gas Vehicles, 2006
- mit Th. Andreas, L. Leonhard, H. Ortwig, G. Schmitt: Gase hochgenau dosiert, 2007
- mit H. Ortwig: Experimental Analyses and Numeric Simulation of Steady State Flow Forces on Valves of Mechatronic Pressure Regulators for Natural Gas Powered Combustion Engines, 2011
- Analyse marktgängiger Druckregler und Entwicklung eines neuen mechatronischen Druckregelungskonzeptes für Kraftstoffsysteme erdgasbetriebener Ottomotoren, 2012
- mit H. Ortwig: Experimental and Analytical Investigations on Fluid Dynamics of Hydraulic Accumulators, 2014